# Harrington (Maine)
Harrington es un pueblo ubicado en el condado de Washington en el estado estadounidense de Maine. En el Censo de 2010 tenía una población de 1.004 habitantes y una densidad poblacional de 7,71 personas por km².

## Geografía
Harrington se encuentra ubicado en las coordenadas 44°31′41″N 67°48′00″O / 44.52806, -67.80000. Según la Oficina del Censo de los Estados Unidos, Harrington tiene una superficie total de 130.29 km², de la cual 54.68 km² corresponden a tierra firme y (58.04%) 75.62 km² es agua.

## Demografía
Según el censo de 2010, había 1.004 personas residiendo en Harrington. La densidad de población era de 7,71 hab./km². De los 1.004 habitantes, Harrington estaba compuesto por el 97.51% blancos, el 0.4% eran afroamericanos, el 0.1% eran amerindios, el 0.3% eran asiáticos, el 0% eran isleños del Pacífico, el 0.6% eran de otras razas y el 1.1% pertenecían a dos o más razas. Del total de la población el 2.79% eran hispanos o latinos de cualquier raza.